# Museum of Scotland

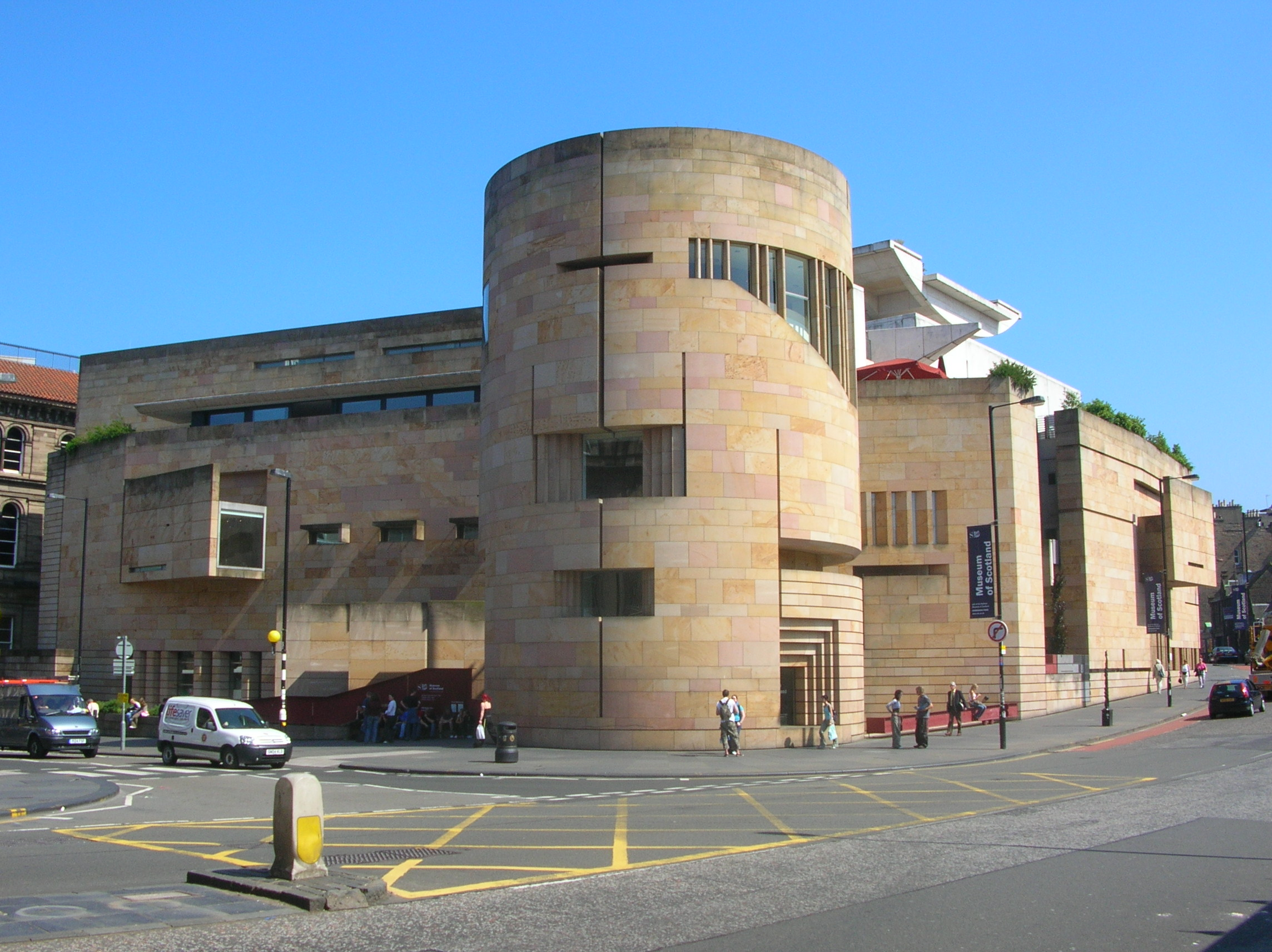
Das Museum of Scotland (2005)

Das Museum of Scotland ist ein 1998 eröffnetes Museum für schottische Geschichte und Kultur in der Chambers Street in Edinburgh. Mit der Eröffnung 1998 wurde der Neubau mit dem direkt angrenzenden Royal Museum vereinigt. Beide Museen zusammen bilden das National Museum of Scotland, das gemeinsam mit dem National War Museum, dem National Museum of Costume, dem National Museum of Rural Life und dem National Museum of Flight zu den Nationalmuseen in Schottland gehört. Das Gebäude wurde von Benson & Forsyth entworfen.
Das Museum of Scotland enthält die Sammlungen des National Museum of Antiquities of Scotland und die auf Schottland bezogenen Objekte des Royal Museums. 
Der Eintritt in die Dauerausstellung ist frei. 

## Dauerausstellung
In der Dauerausstellung befinden sich unter anderem Skulpturen von Eduardo Paolozzi, das Monymusk Reliquiar, zehn der Lewis-Schachfiguren, ein Union Jack und eine Flagge Schottlands, die beide in der Schlacht von Culloden gehisst wurden, Gemälde von Margaret MacDonald Mackintosh und Skulpturen von Andy Goldsworthy.
Die Ausstellung ist chronologisch gegliedert, im Untergeschoss Vorgeschichte bis frühes Mittelalter, im Erdgeschoss die Entwicklung des Königreichs Schottland vom Mittelalter bis in die frühe Neuzeit, in den darüber liegenden Ausstellungsebenen dann die politische und sozioökonomische Transformation Schottlands im Zeitalter der Industrialisierung, dessen weitere Entwicklung im viktorianischen Zeitalter und frühen 20. Jahrhundert und in der obersten schließlich die der letzten Jahrzehnte.

## Architektur
Die Architektur des Gebäudes wurde von Anfang an kontrovers diskutiert. Prinz Charles zog 1991 nach der Bekanntgabe des Gewinners der Ausschreibung seine Schirmherrschaft über das Gebäude zurück. Ursprünglich sollte der Neubau eine Ergänzung zu dem angrenzenden, im 19. Jahrhundert erbauten Royal Museum werden, schließlich wurde aber doch ein völlig anderer Entwurf ausgewählt. Das Museum besteht aus geometrischen Formen und erinnert an die Bauweise Le Corbusiers. Die Architekten bauten aber auch einige Referenzen an Schottland ein, so verfügt der Bau über einen Broch-artigen Turm und ein burgartiges Äußeres. Die Fassade besteht aus Moray-Sandstein. 1999 war das Gebäude für den Stirling Prize nominiert.

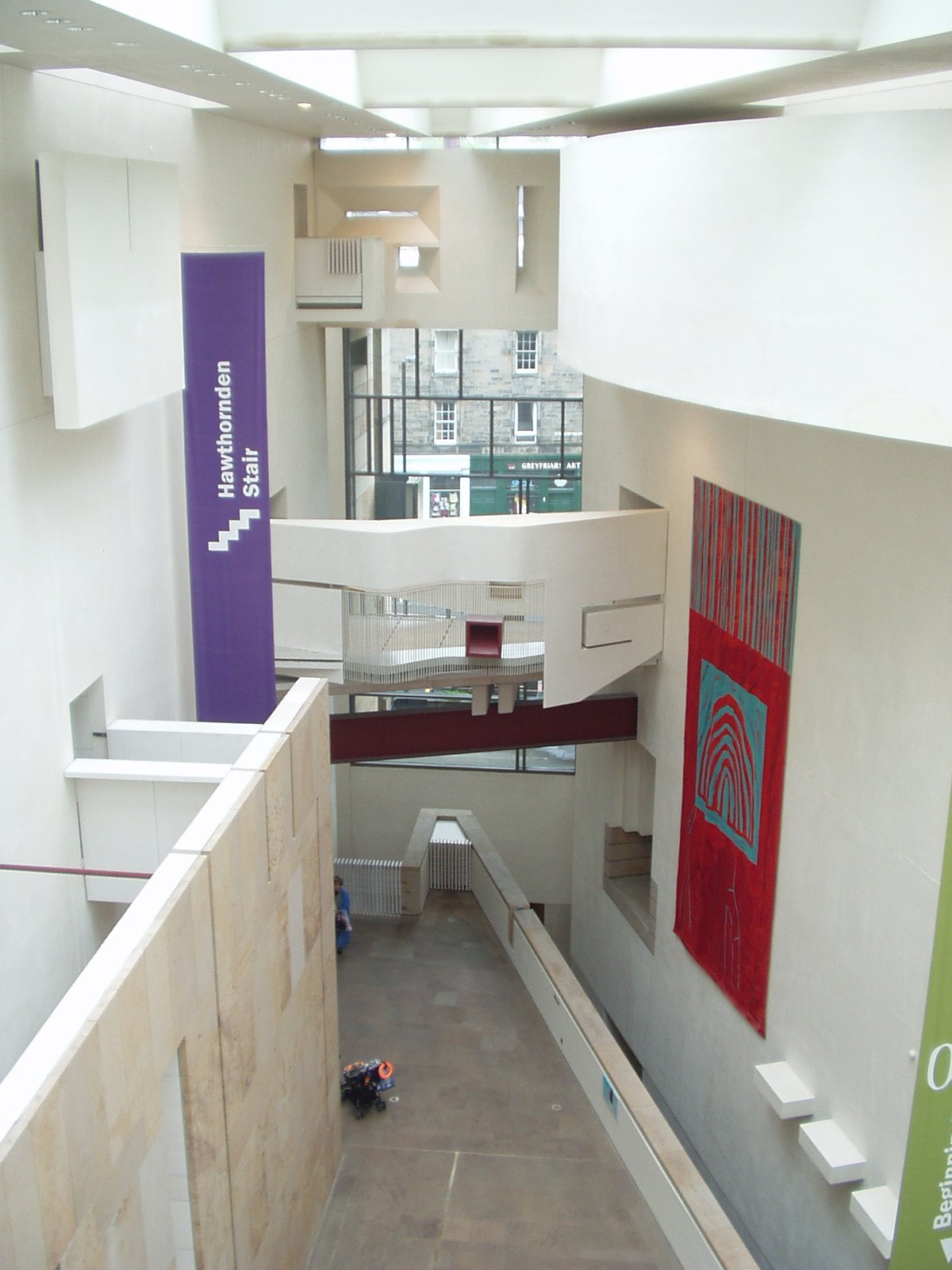
Blick in das Museum
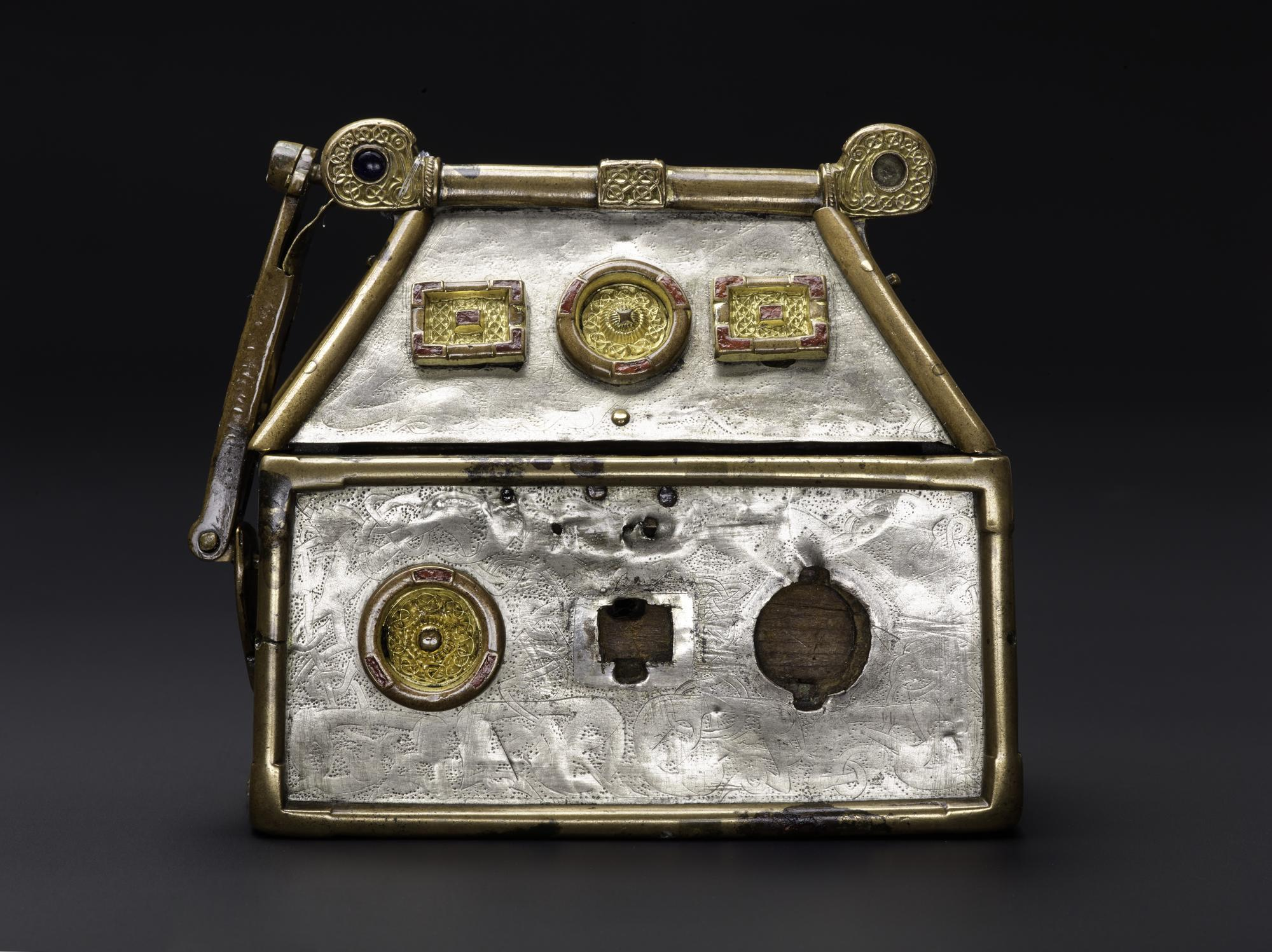
Das Monymusk Reliquiar, datiert auf circa 750
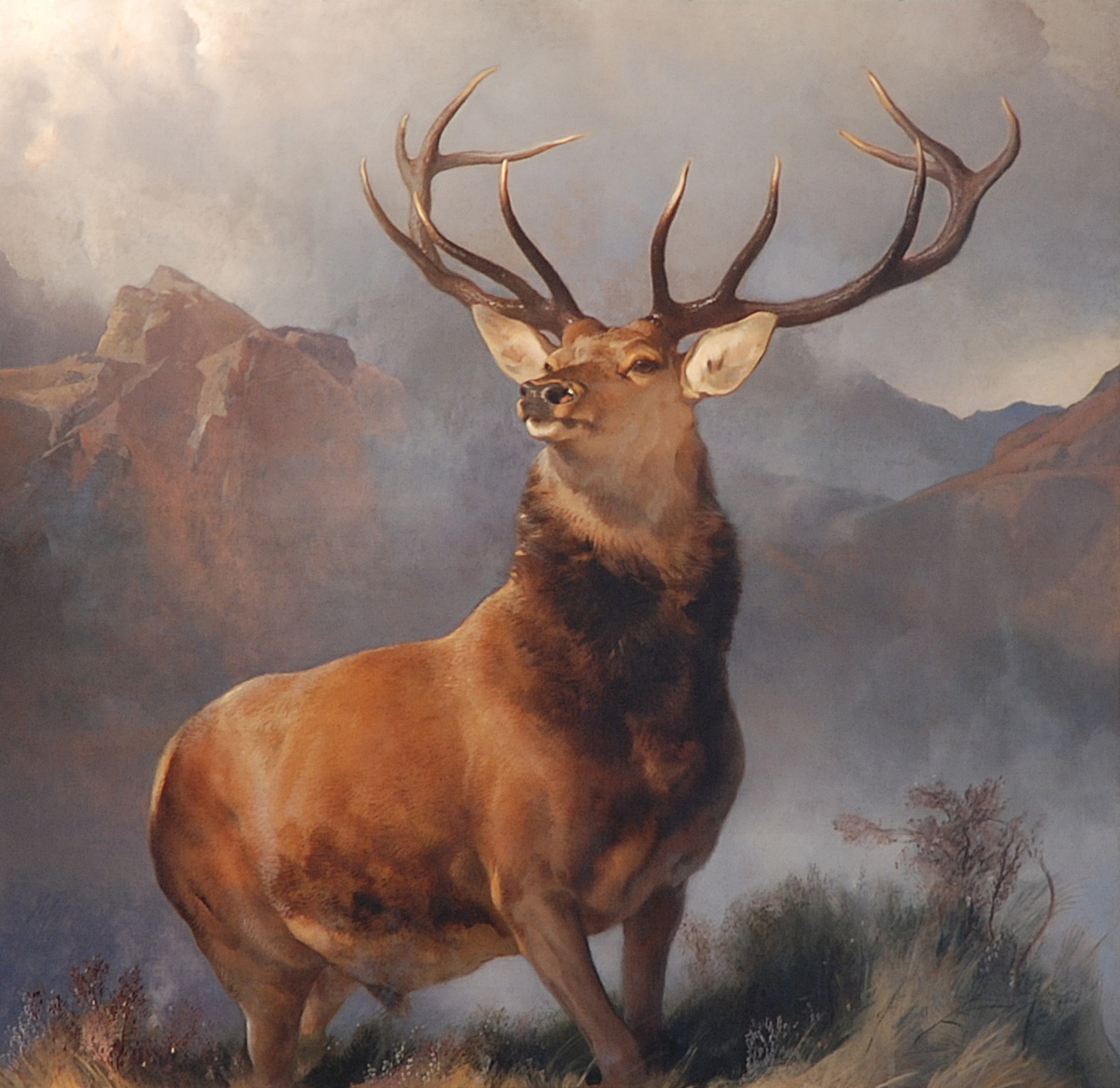
Monarch of the Glen, Edwin Landseer, 1851
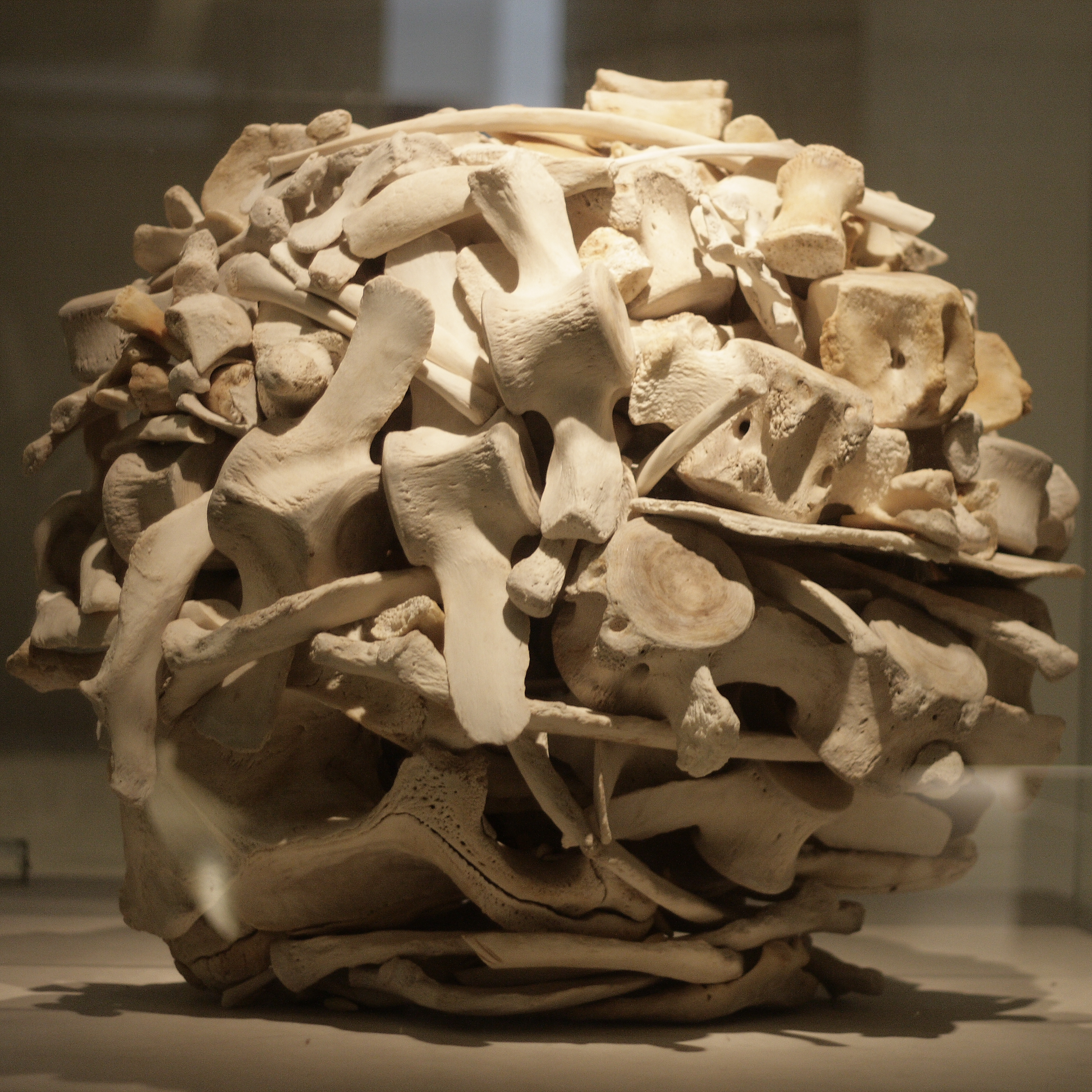
Skulptur aus Walknochen von Andy Goldsworthy
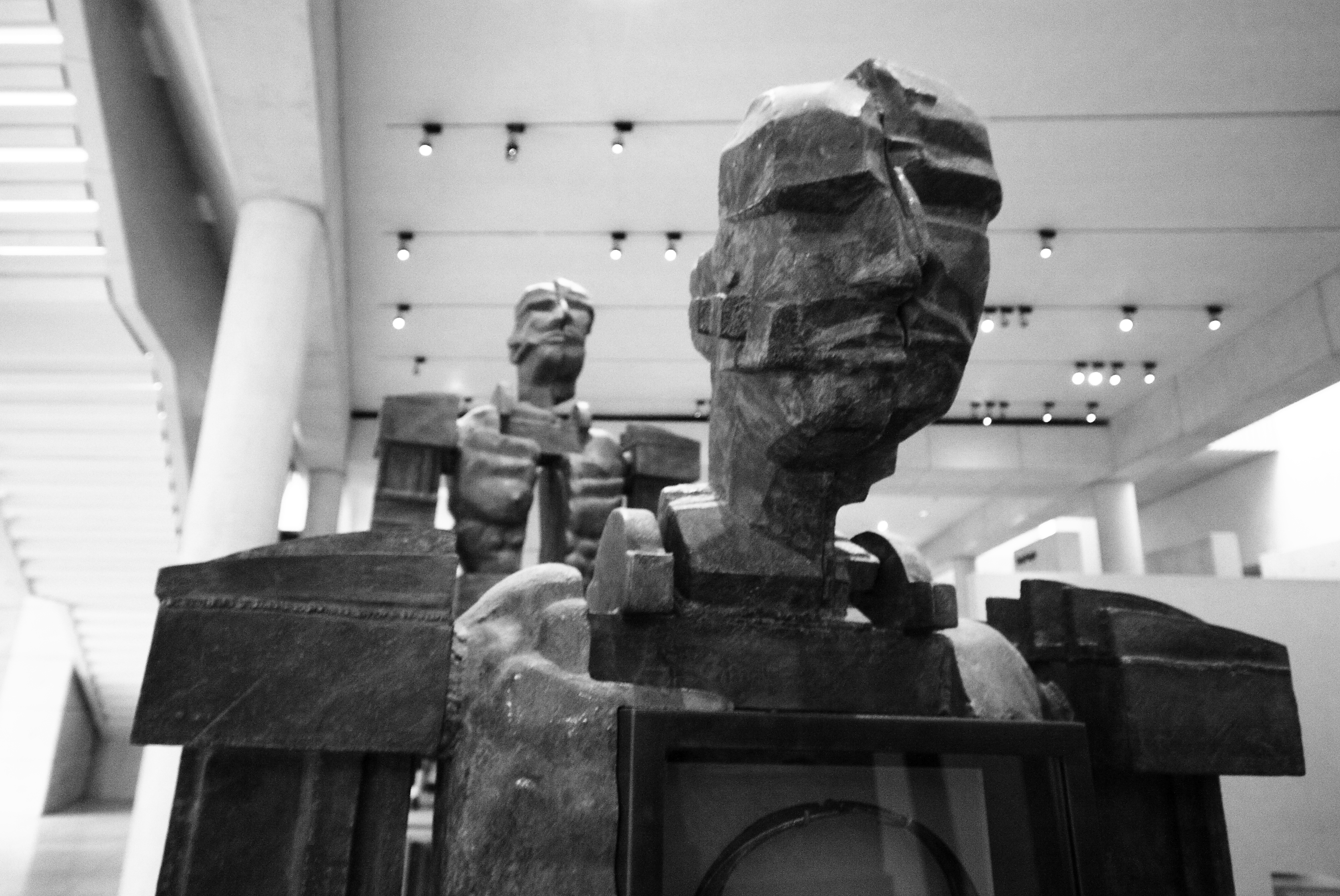
Bronzefigur von Eduardo Paolozzi
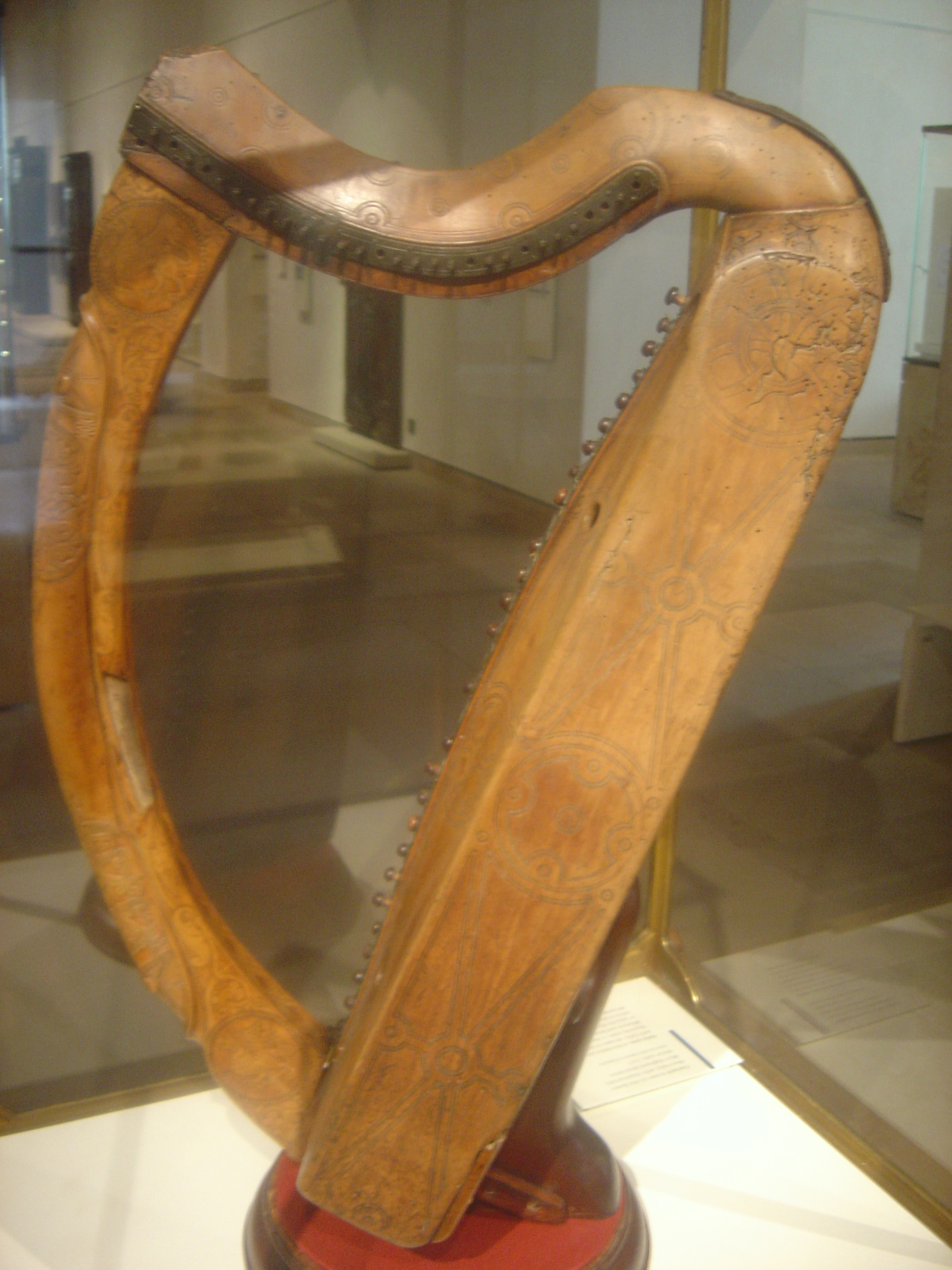
Keltische Harfe
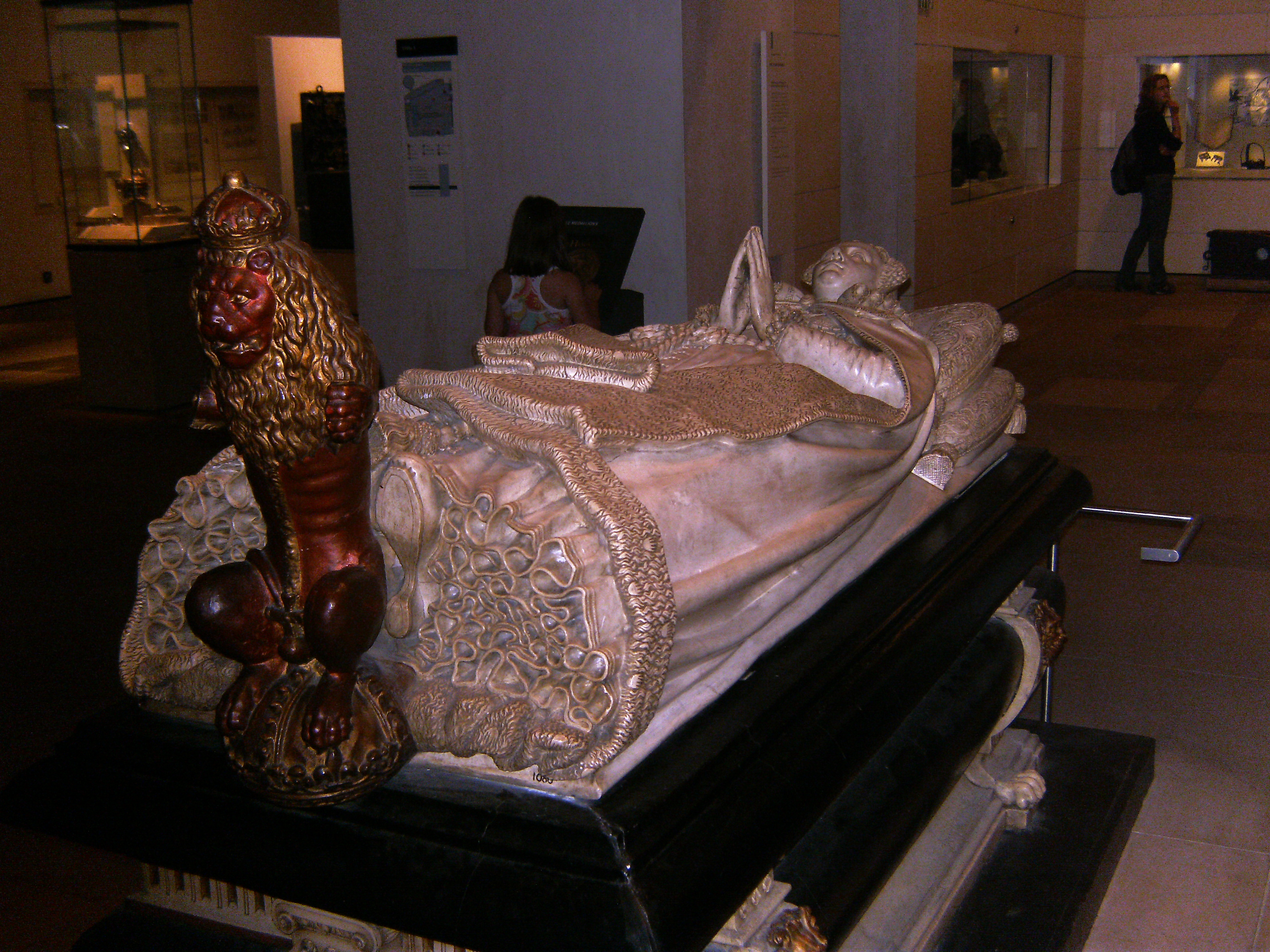
Guss der Grabplatte von Mary Stuart
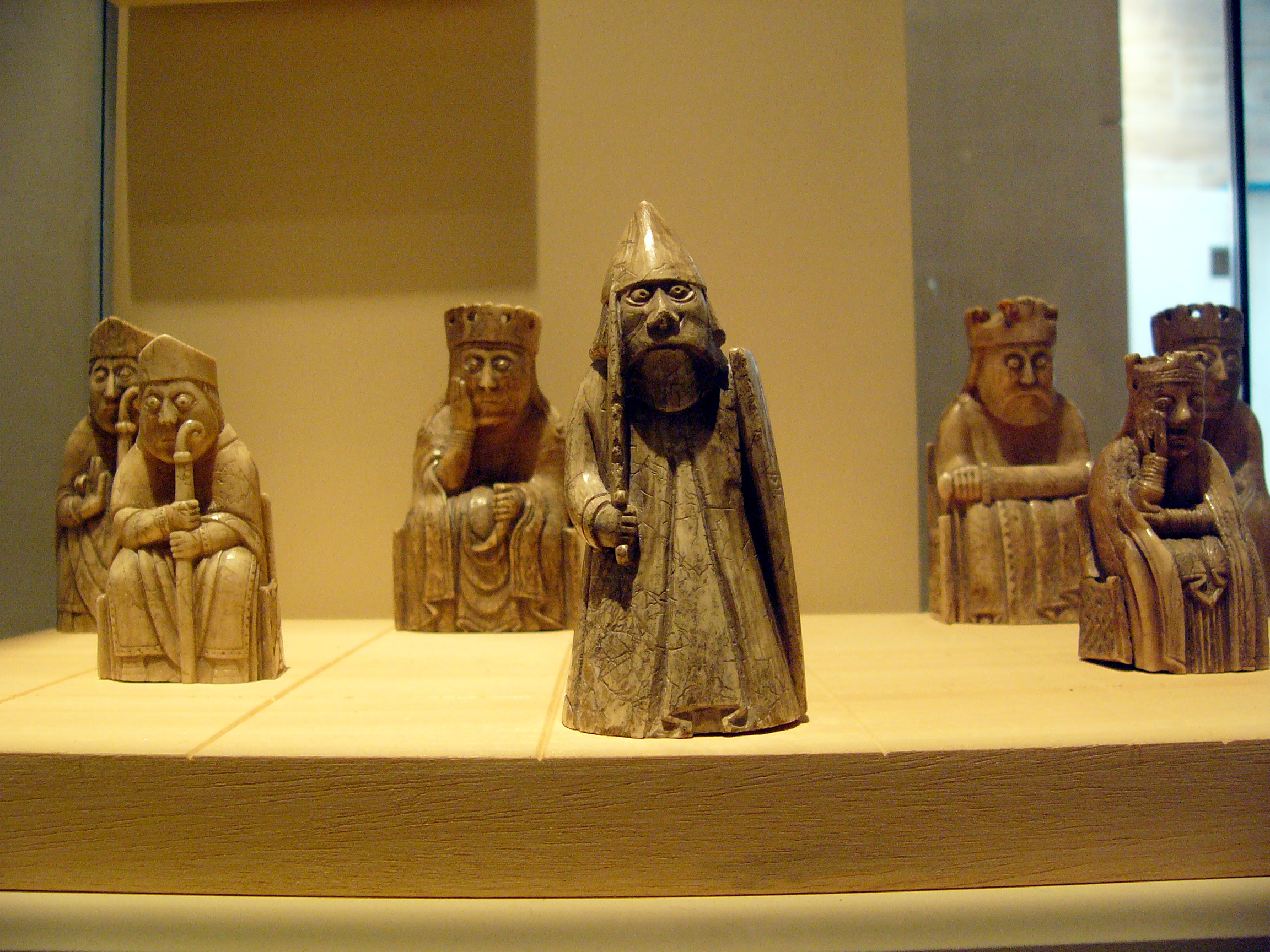
Lewis-Schachfiguren
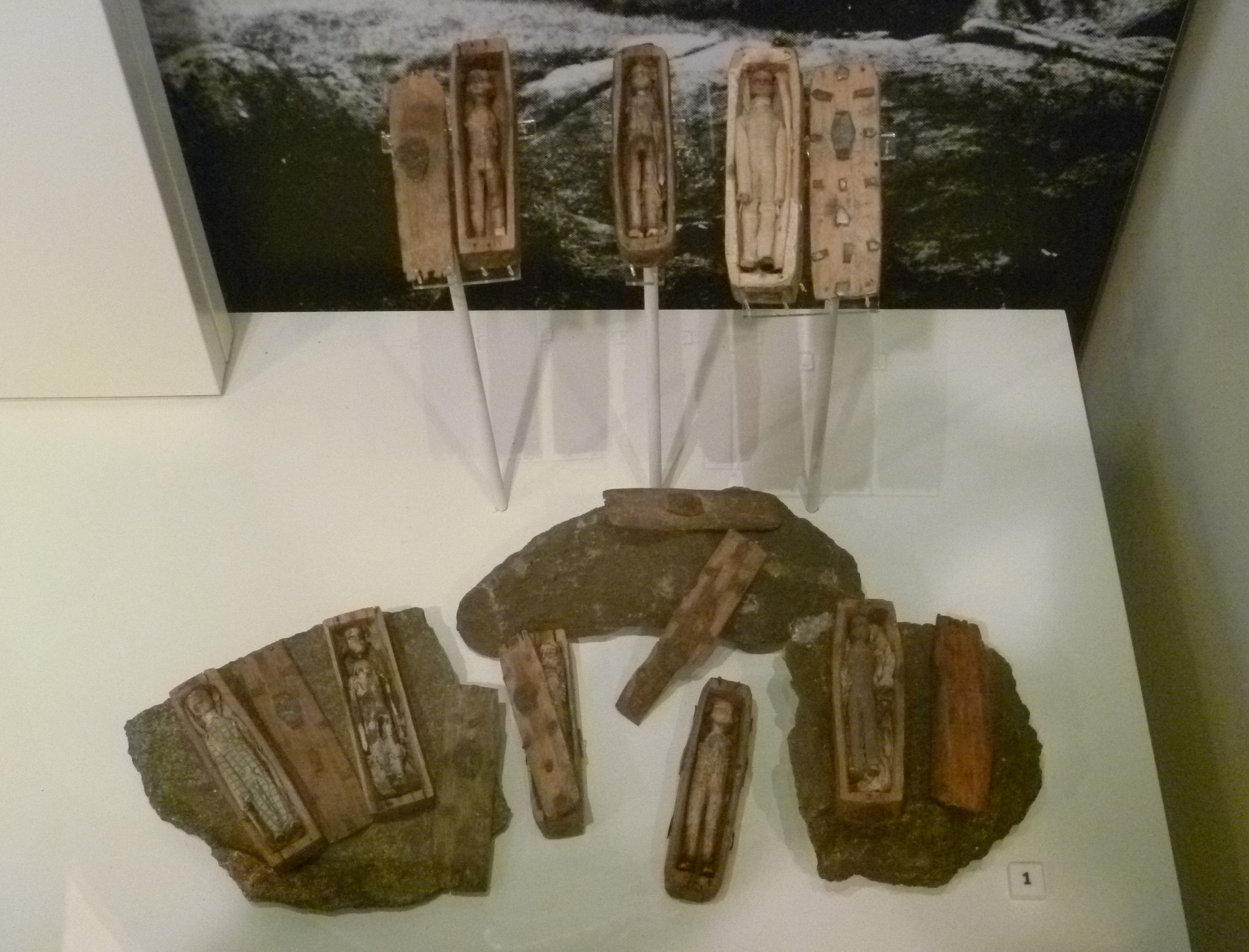
Miniatursärge von Arthur's Seat